# Maurice-François de Mac Mahon
Pour les autres membres de la famille, voir Famille de Mac Mahon.
Pour les articles homonymes, voir MacMahon.
Maurice-François de Mac Mahon (14 octobre 1754 - château de Sully, Sully (Saône-et-Loire) † 22 mars 1831 - Autun), baron de Sully, comte de Mac Mahon et de Charnay, était un général français des XVIIIe et XIXe siècles.

## Biographie
« Fils de haut et puissant seigneur messire Jean-Baptiste Mac Mahon, chevalier seigneur suzerain des villes, pays, châteaux et terres de Seenish, d'Inisch, d'Arovan, d'Ylan-Magrath, d'Ing, situés dans le comté de Clare et l'île de Fymes, de la ville et pas de Ryencanagh, et plusieurs terres dans le comté de Limerick, 1er marquis d'Éguilly, et de dame Charlotte Le Belin, dame d'Éguilly et de Sully », Maurice-François descendait d'une ancienne famille irlandaise qui se réfugia en Bourgogne à la chute des Stuarts.
Il est présenté de minorité dans l'ordre de Saint-Jean de Jérusalem le 18 octobre 1761  mais ne fera jamais ses caravanes et ne prononcera jamais ses vœux de frère-chevalier de l'Ordre ce qui lui permettra de se marier en 1792.
Comme son frère aîné, Charles Laure de Mac Mahon, 2e marquis d'Éguilly, Maurice-François suivit la carrière des armes : mousquetaire à la 2e compagnie, en 1768, il obtint le rang de capitaine au régiment de cuirassiers du roi en 1773.
En 1775, il paya le prix d'une compagnie, et fut nommé à la tête d'une unité cette même année. Réformé à la composition de l'année suivante, il était capitaine en second en 1777, capitaine-commandant en 1784, puis mestre de camp en second des hussards de Lauzun le 7 octobre 1787. Il reçut le 14 octobre de la même année la croix de Saint-Louis (il fut fait commandeur du même ordre sous la Restauration).
Dans le registre des hussards de Lauzun, on trouve « 10 000 livres sans brevet de retenue. — Sa réforme de capitaine, donnée au sieur de Saint-Ours, page du roi, en payant 10 000 livres. — 1775, fort bon sujet. — 1779, susceptible d'une place de colonel, à la suite de la brigade irlandaise. »
Réformé et resté attaché à la formation de 1788, il était colonel attaché au Régiment de hussards de Lauzun au moment de la Révolution. Avec ce régiment, il participa à la répression de la mutinerie de la garnison de Nancy (31 août 1790) où il reçut un coup de feu au genou tiré à bout portant, tomba de cheval le pied pris dans l'étrier et traîné sur la chaussée : il fut considéré comme mort par les hussards qui ne s'arrêtèrent pas. Il revint à lui et se cacha dans une maison où le propriétaire le protégea des manifestants : il quitta le régiment après cette campagne. Il émigra en 1791 et fut les campagnes de 1792 et 1793 à l'armée des Princes.
En janvier 1789, le marquis d'Éguilly et son frère le comte de Charnay présentèrent leurs preuves de noblesse, mais ils ne purent pas jouir de leurs nouveaux privilèges à cause des événements révolutionnaires. Le 15 mars 1791, le chevalier O'Gorman plaida leur cause auprès de L.N.H. Chérin : « Quoique dans ce moment cy la noblesse soit supprimée en France, néanmoins M. Mac Mahon désire se mettre en règle pour former pour lui et pour son frère, le plus tôt possible, des alliances analogues à leur naissance et je vous aurais en mon particulier la plus vive reconnaissance de l'expédition que vous emploirez à lui livrer votre certificat sur ses productions. S'ils avaient eu l'avantage de me connaître dès le commencement de cette besogne ils auraient eu il y a longtemps l'honneur de leur présentation ; mais ils se sont fiés à leurs parens au pays qui n'ayant nulle connaissance des usages de France se sont contentés de leur envoyer les titres et les pièces selon les formes employées en Angleterre et en Irlande. »
Il fit avec distinction toutes les campagnes de la guerre d'Amérique sous William Howe, lord Cornwallis et lord Moira. Sa bravoure et ses connaissances militaires le firent particulièrement remarquer de lord Moira, qui, à son retour en Angleterre, le présenta au prince de Galles qui l'attacha à sa personne en 1796. S. A. R. ayant été nommé prince régent, l'éleva au poste important de son secrétaire public (public secretary). Son instruction solide et sa grande habitude des affaires le mirent à même de remplir cette charge difficile à la satisfaction du prince, qui lui accorda toute sa confiance.
Nous n'avons pas de détail concernant son activité pendant la Révolution et l'Empire, mais nous savons qu'il fut emprisonné lors du retour de Napoléon Ier de l'île d'Elbe (Cent-Jours).
Sous la Restauration, le comte de Mac Mahon, devenu maréchal de camp (4 juin 1814), fut nommé inspecteur de cavalerie. Il fut admis à la retraite le 4 septembre 1815.
Il mourut, le 22 mars 1831, dans sa maison du cul-de-sac du Jeu de Paume, à Autun.

## Vie familiale
Fils cadet de Jean-Baptiste Mac Mahon (23 juin 1715 - Limerick (Irlande) † 15 octobre 1775 - Spa), 1er marquis d'Éguilly et de Charlotte Le Belin (1716 † 14 juillet 1798 - château de Sully), dame d'Éguilly, Maurice-François épousa, le 1er février 1792 à Bruxelles, Pélagie de Riquet de Caraman (12 octobre 1769 - Paris, paroisse Saint-Sulpice † 28 novembre 1819 - château de Sully). Ensemble, ils eurent 17 enfants, dont :
1. Charles-Marie (15 janvier 1793 - Bois-le-Duc † 5 septembre 1845 - Autun), 3e marquis d'Éguilly « dit de Mac-Mahon » (1830, succession de son oncle Charles Laure de Mac Mahon), marié, le 28 juillet 1823 à Paris, avec Marie-Henriette (vers 1800 † 1835 - Paris), fille de Louis VI Nicolas Le Peletier (1777 † 1856), 1er marquis de Rosanbo, pair de France, dont postérité ;
2. Marie Joséphine Adélaïde, « dite Adèle » (5 janvier 1795 - 's-Gravenhage † 1er février 1825 - Sully), mariée, le 11 décembre 1813 à Sully en Bourgogne, avec Augustin Poute (1790-1864), marquis de Nieuil, dont postérité ;
3. Adèle Marie Magdelaine Françoise, « dite Fanny » (8 juillet 1796 - Norwich † 23 décembre 1872 - La Ferté-Beauharnais), mariée, le 8 janvier 1820 à Sully, avec René de La Selle (1776-1841), seigneur de Ligné, dont postérité ;
4. Bonaventure Marie Pierre Joseph (14 juillet 1799 - Münster † 11 juillet 1865 - Château de Rivault), lieutenant de hussards, marié, le 20 juillet 1829 à Paris, avec Eudoxie (5 avril 1806 - Chaponost † 23 mars 1863 - Autun), fille de Adolphe Tanneguy Gabriel (1778 † 1832), marquis de Montaigu, premier gentilhomme de la Chambre du prince de Conti, sans postérité ;
5. Marie Antoine Alfred Alexandre (vers 1802 - Münster † 3 mai 1806 - Sully) ;
6. Marie Anne Cécile (19 mai 1804 - Sully † 5 juillet 1844 - Montpellier, inhumée au château de Morlet (Saône-et-Loire)), mariée, le 20 mars 1825 à Sully, avec Henry (1799 † 1859), 5e marquis de Roquefeuil, dont postérité ;
7. Marie Françoise Nathalie (6 décembre 1805 - Sully † 12 juin 1869 - Béziers), mariée, le 14 novembre 1829 à Sully, avec Adalbert de Sarret (1806-1844), dont postérité ;
8. Marie Henriette Elisabeth (16 juillet 1807 - Sully (Saône-et-Loire) † 15 septembre 1835 Autun), religieuse au Sacré-Cœur d'Autun ;
9. Marie Edme Patrice Maurice (13 juillet 1808 - Château de Sully † 17 octobre 1893 - Château de la Forêt, Montcresson, inhumé le 22 octobre 1893 - aux Invalides), 1er duc de Magenta (5 juin 1859), maréchal de France, Gouverneur général de l'Algérie (1864-1870), président de la République française (1873-1879), marié, le 13 mars 1854 à Paris, avec Élisabeth de La Croix de Castries (1834-1900),, dont postérité :
10. Marie Edme Eugène (26 décembre 1810 Sully-Autun † 13 décembre 1866), marié le 5 février 1849, avec Nathalie Levesque de Champeaux (22 septembre 1826 † 14 mars 1885).

La descendance de Maurice-François de Mac Mahon compte parmi les familles subsistantes de la noblesse française.

## Armoiries
| Figure | Blasonnement |
|        | Armes des comtes de Mac Mahon D'argent, à trois lions léopardés de gueules regardants (tête contournée de gueules), armés et lampassés d'azur, passant l'un sur l'autre., |